# ゴジアオイ属
ゴジアオイ属（ゴジアオイぞく、午時葵属、学名：Cistus）は、ハンニチバナ科の属の1つである。一般名称は、ロックローズ（英語：rockrose、イギリスではrock rose） 

## 名称
学名は古いギリシャ語(kistos)からで、南ヨーロッパではロックローズ（Rock Rose）と呼ばれる、花の咲く植物としてきわめて一般的なものである。
和名は、一日花が「午時（ごじ、うまどき）」つまり正午ころに開く、タチアオイやトロロアオイなどのアオイ科の植物に似ていることによる。

## 分布
地中海沿岸の、ヨーロッパ・北アフリカおよび西アジアに分布している。原種は20種あまりだが、種間交配種だけでなく、ハンニチバナ属などとの属間交配種も作られており、欧米ではきわめてポピュラーな草花の一つになっている。

## 性状
半耐寒性の常緑小低木で、樹高は50〜150cmくらいである。葉は楕円形で対生し、長さ2〜8cm、平滑で、葉の表面に芳香のある精油を含むものもある。花は晴れた日の日中に咲き、花径4〜8cmくらいの5弁花で、白、藤色、紫、ピンクなどがあり、淡色でのどの部分が赤みを帯びるものもある。また、かなり鮮やかな空色に近い品種もある。満開時には株が花で埋まるほど美しい。
熱がある場所を好み、日当たりがある場所に咲く。火事や干ばつ、放牧などに適応した性質を持ち、菌類と共生的な関係を作ることで瘠せた土地でも繁殖しやすい。
火災
含水率が低くなると燃えやすくなる。種は、火災後に発芽しやすい。

## 栽培
アルカリ性土壌を好み、高温多湿に弱いため、日本の気候風土には不向きで、ほとんど栽培されていない。しかしかなり魅力的な園芸種であり、栽培を試みる価値はある。
欧米のネットショップなどでタネを入手し、5月はじめ頃に播種する。覆土は2ミリくらいがよい。花壇植えにする場合は、周りより30cmくらい高くなるように盛り土し、苦土石灰を1坪当たり5キロくらいすき込むのがよい。鉢植えの場合は、8寸くらいの素焼き鉢に植え付け、水やりは少し控えめにして育てる。

## 利用・文化

### 利用
薬や香水などに利用される。ゴジアオイから採れる樹脂はラブダナムと呼ばれ、風邪、咳、月経異常、リウマチなどの薬とされたり、お香となった。

### 文化
シスタスは、聖書に登場する花「バイブル・プラント」として、ヨーロッパでは数多くの品種が栽培されている。イギリスのロンドン郊外にある王立キュー植物園には、聖書の植物がたくさん植えられており、園内のキング・ウィリアム・テンプル近くに群生している。